# Məscidməhəllə
Məscidməhəllə è un comune dell'Azerbaigian situato nel distretto di Astara. Conta una popolazione di 1 046 abitanti.